# Monténégro au Concours Eurovision de la chanson 2008
Le Monténégro a participé au Concours Eurovision de la chanson 2008 à Belgrade en Serbie. C'est la 2ème participation du Monténégro au Concours Eurovision de la chanson.

Le pays est représenté par Stefan Filipović et la chanson Zauvijek volim te, sélectionnée via un choix par Télévote organisée par le diffuseur monténégrin RTCG.
C'est en pays indépendant, que le Monténégro participe au Concours Eurovision de la chanson. La sélection du pays s'effectuera en deux temps :
- Lors d'une date non déterminée par le radiodiffuseur, les téléspectateurs seront appelés à voter pour leur interprète préféré parmi 6 interprètes invités par la RTCG. Celui ayant remporté le plus de suffrages sera assuré de représenter son pays à Belgrade.
- Lors d'une autre date non déterminée par le radiodiffuseur, les téléspectateurs seront appelés à voter pour leur chanson favorite parmi les créations de compositeurs monténégrins et étrangers conviés par la RTCG.

## Présélection
Les interprètes conviés par le radiodiffuseur ont déjà été annoncés. Ils se produiront à la télévision monténégrine en direct à l'occasion de la finale, le 3 février 2008. La chanson choisie a été présentée le samedi 8 mars 2008, lors d'une émission spéciale sur TVCG2.
| N° | Interprète          | Qualification |
| -- | ------------------- | ------------- |
| 1  | Nenad Knežević Knez |               |
| 2  | Vesna Milačić Kaja  |               |
| 3  | Grim                |               |
| 4  | Andrea Demirović    |               |
| 5  | Jelena Kažanegra    |               |
| 6  | Stefan Filipović    | X             |

## Représentant et Concours
Le représentant est Stefan Filipović avec la Chanson Zauvijek volim te (N’oublie jamais que je t’aime), en Monténégrin.
Le 20 mai 2008, il se classe 14e de la première demi-finale du Concours Eurovision avec 23 points et ne qualifie donc pas le Monténégro pour la finale du Samedi 24 mai.
Stefan Filipović passera en toute 1ère position, avant Boaz Mauda avec la chanson The Fire in Your Eyes pour Israël.

## Carte postale
L'édition 2008, on retrouve l'écriture de Stefan Filipović qui poste une lettre adressant a son épouse. "Draga, Prva stvar koju sam uradila kad sam stigla je da ti napišen razgledni u etu! Da ne zaboravim. Poslije, Kad Počnu probe Eurosonga riječ je riječ. Ne znam zašto ali inan trému. A sue smo toliko puta probali. Izgleda da sam se malo ubojila jer me makina steže. Iji jeden od nervuže. Dreži mi Palčeve! Ljubim te, Jelena" en Français : "Chérie, La première chose que j'ai faite à mon arrivée a été de vous écrire une critique dans l'etat! À ne pas oublier. Après, quand les répétitions de l'Eurovision commencent, mot pour mot. Je ne sais pas pourquoi mais inan tremu. Et nous avons essayé de poursuivre tant de fois. J'ai l'air d'avoir un peu peur parce que la machine me serre. Un des nerfs. Coupez mes pouces! Je t'aime, Jelena" Lettre de Stefan Filipović, lors de l'édition 2008.